# 124398 Iraklisimonia
124398 Iraklisimonia este o planetă minoră (asteroid), cu un diametru de 6,206 km, din centura de asteroizi. A fost descoperită pe 22 august 2001 la Goodricke-Pigott Observatory⁠(d) de Roy A. Tucker⁠(d). 
Obiectul prezintă o orbită caracterizată de o semiaxă mare de 3,0950966712152 UAi, o excentricitate de 0,10961202107577, o înclinație de 2,2922911046472 ° în raport cu ecliptica.